# Claude Sérillon

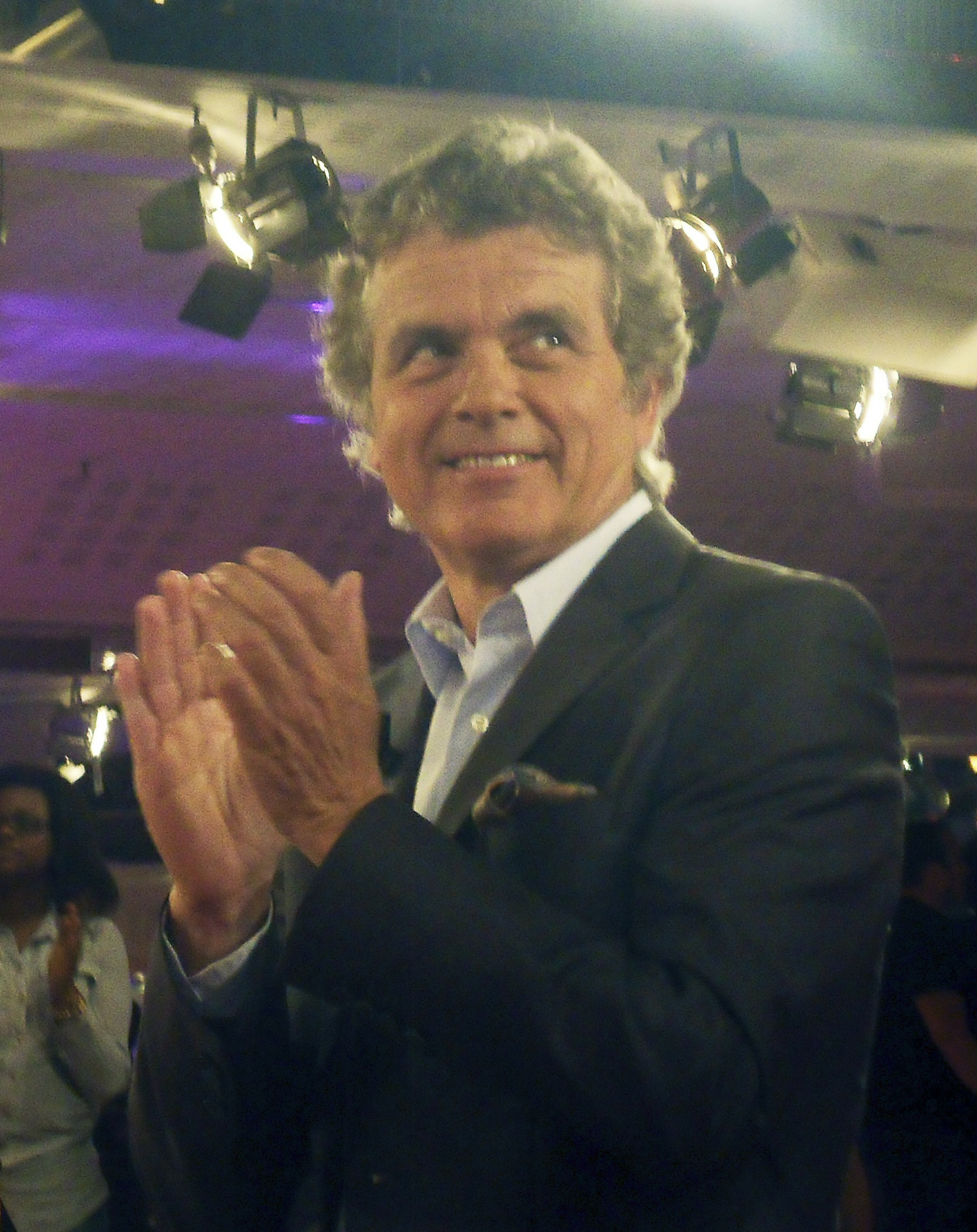
Claude Serillion (2010)

Claude Sérillon (* 20. Oktober 1950 in Nantes) ist ein französischer Journalist. 

## Leben
Claude Sérillon besuchte in Nantes das Jules-Verne-Gymnasium und studierte danach an der Universität Nantes. Bereits im Alter von zwanzig Jahren arbeitete er freiberuflich als Journalist für Tageszeitungen. Beim Brand der Kathedrale von Nantes am 28. Januar 1972 war er der erste Journalist vor Ort.
Von 1973 bis 1974 war Sérillon für die damalige öffentlich-rechtliche Rundfunkanstalt ORTF tätig. 1975 wechselte er zum Fernsehsender Antenne 2, wo er 1976 das Journal „18 Uhr 45“ übernahm. 1984 ging er zum Sender TF1, der 1987 privatisiert wurde. Bei TF1 moderierte Sérillon die Hauptnachrichten, im Tandem mit Christine Ockrent und Bernard Rapp. 
Seit 3. Januar 2013 ist der parteilose Linke Claude Sérillon der Spin-Doctor des Staatspräsidenten der Französischen Republik François Hollande.

## Veröffentlichungen
- 1987: De quoi je me mêle. Essay. Balland
- 1988: Un certain sentiment d'injustice. Mit Jean-Louis Pelletier
- 1996: Le Bureau. Roman. Lattès
- 1999: Une Femme coupable. Roman. Grasset Et Fasquelle
- 2004: Dis-moi je t'aime. Novellen. Balland
- 2006: Tu dors ? Non je rêve. Novellen. Éditions du Panama
- 2006: Les années 70. Mit Blandine Houdart, Laura Cuisset und Clara Engel. Éditions du Chêne
- 2006: Les années 80. Éditions du Chêne
- 2007: Les années 90. Éditions du Chêne
- 2009: Les mots de l’Actu. Éditions Marabout